# Reginald Maria Schultes
Reginald Maria Schultes OP (* 11. Februar 1873 in St. Peterzell; † 20. Februar 1928 in Rom) war ein Schweizer Theologe und Dogmatiker.

## Leben
Im Jahre 1894 wurde Schultes Mitglied des Dominikanerordens, als er die Ordensgelübde ablegte; im selben Jahr erhielt er die Priesterweihe. Von 1899 bis 1910 wirkte er als Prediger und als Professor am Studienhaus der Dominikaner in Graz. Dann lehrte er bis zu seinem Tode in Rom als Professor am Angelicum, hauptsächlich Dogmengeschichte. Philosophisch-theologisch war er Anhänger des Thomismus. 
Während des Ersten Weltkrieges (1914–1918) musste Schultes Rom verlassen und übernahm in dieser Zeit die Leitung des Theologie-Studiums im Kloster Ettal. Zudem war er als Leiter von Exerzitien beliebt.

## Schriften (Auswahl)
- Reue und Bußsakrament. Die Lehre des hl. Thomas von Aquin über das Verhältnis von Reue und Bußsakrament. Paderborn 1906, OCLC 162225372.
- Die Urgeschichte der Menschheit nach der hl. Schrift. Konferenzen gehalten in der Hof- und Domkirche zu Graz. Graz 1908, OCLC 69424822.
- Die Autorität der Kirche in weltlichen Dingen. Mainz 1912, OCLC 65387893.
- De ecclesia catholica praelectiones apologeticae. Paris 1925, OCLC 918096121.